# Madalapura, Arkalgud
Madalapura là một làng thuộc tehsil Arkalgud, huyện Hassan, bang Karnataka, Ấn Độ.